# 88式陸基反艦飛彈
88式岸置反艦飛彈（88式地対艦誘導弾，SSM-1）是日本陸上自衛隊的一種飛彈。基本配置編隊中每輛74式運輸卡車也同時是發射平台（6枚SSM-1），還要搭配一些雷達車或陆基雷達，火控系統車，指揮協調車。也有雷達、火控、指揮合一的「支援車」。

## 衍生型
SSM-1從空射的ASM-1反艦飛彈改良來的二代飛彈，另外還有兩種型：空射（ASM-1C）和船射（SSM-1B）。

## 任務
通常SSM-1要在海岸邊不超過100公里內部署才有制海效力，陸上自衛隊目前有六個反艦飛彈車連隊分布在日本各處。

## 相關連結

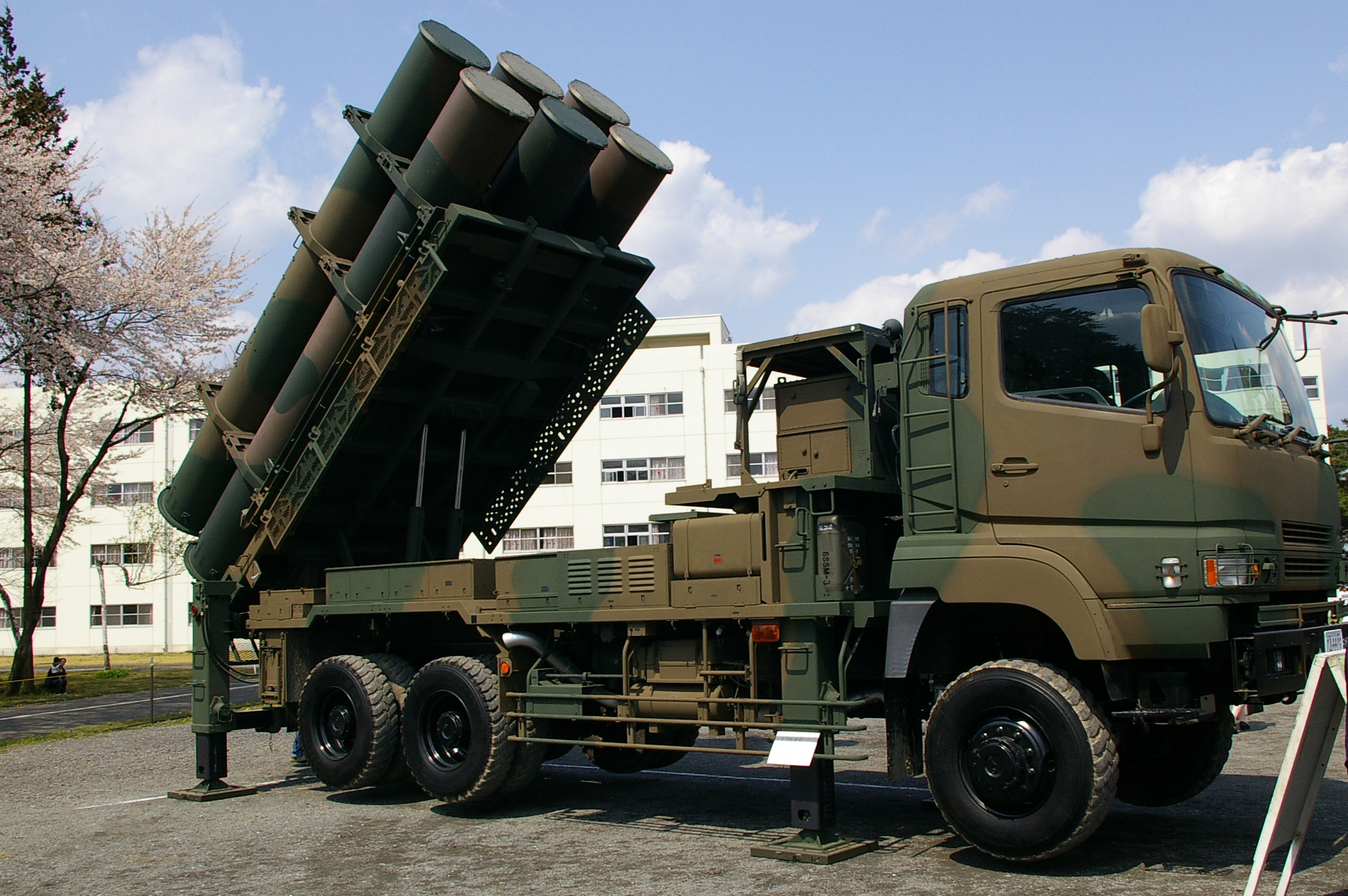
發射時可以展開，並有固定樁伸出把車體撐離地面

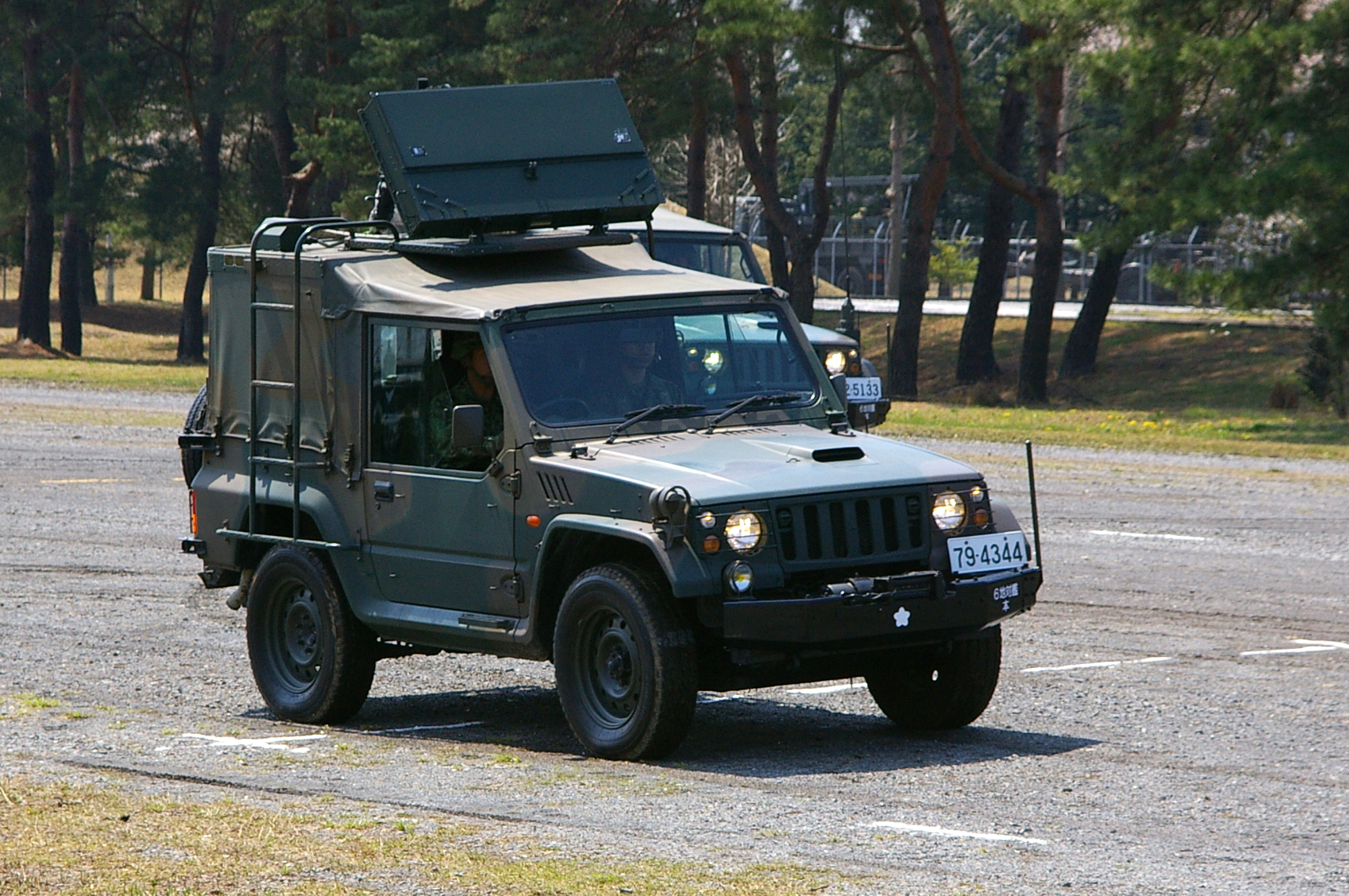
雷達車（73式吉普車）

- 陸上自衛隊
- 自衛隊